# Gaston Azoua
Gaston Kassogbé Assoua, mort le 30 novembre 2018, enseignant et ancien secrétaire général de la Confédération syndicale des travailleurs du Bénin (CSTB), est un acteur de la société civile béninoise. 

## Militantisme syndical
Gaston Azoua est une figure dans la veille citoyenne au Bénin. Il s'insère dans le mouvement syndical sous le régime révolutionnaire du Général Mathieu Kérékou et prend le devant de la scène avec la CSTB en 1992,. Opposant à la gouvernance de Boni Yayi, il proteste aussi contre les missions d'assistance du Fonds monétaire international au Bénin justifiant qu'elles vont à l'encontre de l'intérêt des travailleurs.
Après l'avoir dirigée pendant deux décennies, il cède son poste de secrétaire général à Paul Essè Iko le 17 avril 2013,,. Il meurt à la suite de plusieurs années de malaise de santé, le 30 novembre 2018,.

## Hommages
Plusieurs syndicalistes et d'autres personnalités béninoises lui rendent des hommages après sa mort.  Pascal Todjinou et Paul Essè Iko le décrivent comme « un grand combattant, un véritable lutteur et un exemple dans la fidélité à la lutte ». Pour le syndicaliste Anselme  Amoussou, « quand vous êtes un acteur social, vous ne pouvez que caresser le rêve de faire la moitié au moins de son parcours ».